# Stiphodon rubromaculatus
Stiphodon rubromaculatus är en fiskart som beskrevs av Keith och Marquet 2007. Stiphodon rubromaculatus ingår i släktet Stiphodon och familjen smörbultsfiskar. IUCN kategoriserar arten globalt som akut hotad. Inga underarter finns listade i Catalogue of Life.